# Opisthedeicta
Opisthedeicta là một chi bướm đêm thuộc họ Crambidae.